# Hugo von Sommerfeld
Hugo Theodor Karl Albert von Sommerfeld (* 5. Januar 1833 in Luxemburg; † 27. September 1912 in Blankenburg (Harz)) war ein preußischer Verwaltungsbeamter und Regierungspräsident.

## Leben
Er entstammte einer ursprünglich in Schwiebus ansässigen Familie, deren Ahnherr im Jahr 1676 in den böhmischen Adelsstand erhoben worden war, und war der Sohn des preußischen Generalmajors Ernst von Sommerfeld (1795–1863) und dessen erster Ehefrau Juliane Gebser (1800–1844).
Sommerfeld wurde 1859 Regierungsassessor in Stettin, wo er ab 1865 im Oberpräsidium der Provinz Pommern arbeitete. Von 1872 bis 1881 war er Landesdirektor in Waldeck-Pyrmont und Bevollmächtigter zum Bundesrat. 1881 wurde er Vizeregierungspräsident des Regierungsbezirks Posen. Von 1887 bis 1899 war er Regierungspräsident des Regierungsbezirks Stettin. 1896 wurde er zum Wirklichen Geheimen Rat ernannt. 1899 erhielt Sommerfeld den Stern zum Roten Adlerorden II. Klasse.

### Familie
Er heiratete am 16. Mai 1866 die Fanny Gräfin von Heyden (1843–1909). Das Paar hatte mehrere Kinder:
- Gerda Julie Uthalie (* 1867)
- Wilhelm (Willy) Wichard Waldemar (1868–1915), Dr. phil., Privatdozent in Berlin
- Anna Bertha Ludwig (* 1868) ⚭ 1892 Anton Cleve, Herr auf Lekow
- Hans Paul Robert (* 1874), ausgewandert, Farmer in Deutsch-Südwestafrika
- Magda Marie Albertine (* 1877)